# Hygrophila palmensis
Hygrophila palmensis är en akantusväxtart som beskrevs av P. Lima. Hygrophila palmensis ingår i släktet Hygrophila och familjen akantusväxter. Inga underarter finns listade i Catalogue of Life.